# Duale Hochschule Sachsen
Die Duale Hochschule Sachsen (DHSN) mit ihren sieben Staatlichen Studienakademien in Bautzen, Breitenbrunn, Dresden, Glauchau, Leipzig, Plauen und Riesa bietet ein dreijähriges duales Studium in den Bereichen Wirtschaft, Technik sowie Sozial- und Gesundheitswesen in über 40 Studiengängen an. Die 4.500 Studierenden werden sowohl in den Studienakademien als auch bei den jeweiligen Praxispartnern auf eine berufliche Tätigkeit vorbereitet.
Die Vermittlungsquote der Absolventen ist mit über 90 Prozent überdurchschnittlich hoch. Im Anschluss besteht für die Absolventen die Möglichkeit, ein Masterstudium an einer Hochschule aufzunehmen, sofern die entsprechenden Zugangsvoraussetzungen erfüllt sind.
Sitz der Hochschule (zentrale Geschäftsstelle mit Rektorat und Kanzleramt) ist Glauchau (§ 2 Art. 3 SächsHSG). Die aktuelle Leitung besteht aus dem kommissarischen Rektor Frank Schweitzer (m. d. W. d. G. b. seit Ruhestandseintritt von Andreas Hänsel), dem kommissarischen Kanzler Robert Helbig sowie den (kommissarischen) Direktoren und Direktorinnen der Staatlichen Studienakademien. Die kommissarischen Bestellungen enden sobald in den konstituierten Hochschulgremien entsprechende Wahlen stattgefunden haben (§§ 5, 7 Duale-Hochschule-Gesetz).

## Geschichte
Die Berufsakademie Sachsen ist 1991 als Pilotprojekt aus den Ingenieurschulen hervorgegangen. Die erste Studienakademie wurde in Dresden gegründet und brachte 1994 die ersten 92 Studierenden das Diplom erlangt. 1994 wurde aus dem Pilotprojekt eine staatlich anerkannte Lehranstalt, indem mit dem ersten Sächsischen Berufsakademiegesetz (SächsBAG) die gesetzliche Grundlage für die Berufsakademie Sachsen geschaffen wurde.
Die Berufsakademie Sachsen wurde durch das Sächsische Berufsakademiegesetz vom 9. Juni 2017 reformiert. Die sieben Standorte agierten anschließend als staatliche Studienakademien innerhalb der Berufsakademie Sachsen und waren – wie alle Berufsakademien – Bildungseinrichtungen des tertiären Bereiches.
Im Koalitionsvertrag der Regierung des siebten sächsischen Landtags zwischen CDU, Grüne und SPD wurde die Weiterentwicklung der Berufsakademie Sachsen zur Dualen Hochschule angekündigt. Das entsprechende Gesetz wurde 2024 verabschiedet und die Umwandlung der Berufsakademie Sachsen zur Dualen Hochschule Sachsen (DHSN) wurde am 1. Januar 2025 formal vollzogen.
| Jahr | Zahl der Studenten | Zahl der Studenten im 1. Studienjahr |
| ---- | ------------------ | ------------------------------------ |
| 1996 | 3.044              | 1.147                                |
| 1998 | 3.583              | 1.354                                |
| 1999 | 3.906              | 1.502                                |
| 2000 | 4.131              | 1.557                                |
| 2001 | 4.229              | 1.599                                |
| 2002 | 4.397              | 1.602                                |
| 2003 | 4.504              | 1.647                                |
| 2004 | 4.442              | 1.544                                |
| 2005 | 4.502              | 1.660                                |
| 2006 | 4.669              | 1.767                                |
| 2007 | 4.988              | 1.875                                |
| 2008 | 5.200              | 1.951                                |
| 2009 | 5.266              | 1.850                                |
| 2010 | 5.200              | 1.744                                |
| 2011 | 5.050              | 1.800                                |
| 2012 | 4.776              | 1.735                                |
| 2013 | 4.679              | 1.565                                |
| 2014 | 4.355              | 1.464                                |
| 2015 | 4.100              | 1.436                                |
| 2016 | 4.056              | 1.474                                |
| 2017 | 3.773              | 1.390                                |
| 2018 | 4.337              | 1.707                                |
| 2019 | 4.439              | 1.656                                |
| 2020 | 4.610              | 1.540                                |

## Gesetzliche Grundlage
Die gesetzliche Grundlage bietet das Sächsische Hochschulgesetz in der Fassung vom 1. Januar 2025. Davor war die Berufsakademie Sachsen als juristische Vorgängerin der Dualen Hochschule im Sächsischen Berufsakademiegesetz geregelt.

## Studium
Im dualen Studium wechseln sich curricular abgestimmte Theorie- und Praxisphasen ab. An der Staatlichen Studienakademie werden die wissenschaftlich-theoretischen und praxisorientierten Studieninhalte vermittelt. Bei einem Unternehmen, dem sog. dualen Praxispartner, erfolgt die Vermittlung von anwendungsorientiertem Wissen und praktischer Berufserfahrung. Die DHSN verleiht nach Abschluss des dreijährigen Studiums den Bachelor als akademischen Grad; je nach Studiengang als Bachelor of Arts, Bachelor of Engineering oder Bachelor of Science. Für einzelne technische Studiengänge ergeht der Abschluss als Diplom, mithin als Dipl.-Ing. (DH). Für den Abschluss werden in sechs Semestern 180 ECTS-Punkte; in einzelnen Studiengängen des Gesundheitswesens in acht Semestern bis zu 240 ECTS-Punkte erreicht. Aktuell werden an der DHSN unter Einbeziehung aller Studienakademien über 60 Studienangebote in den Bereichen Wirtschaftswissenschaften, Ingenieurwissenschaften und Sozial- und Gesundheitswissenschaften angeboten.
Dual Studierende schließen einen dreijährigen Studienvertrag mit einem dualen Praxispartner ab. Dieser zahlt eine monatliche Studienvergütung an die Studierenden, deren Höhe sich nach Branche und Betrieb richtet und einen Mindestbetrag nicht unterschreiten darf. Die dualen Praxispartner der DHSN werden in einem Anerkennungsverfahren geprüft, ob die Voraussetzungen zur Vermittlung der akademischen Studieninhalte fachlich und personell als geeignet befunden werden. Duale Praxispartner können Unternehmen, Forschungseinrichtungen, Kommunen/kommunale Träger, soziale Einrichtungen sowie Vereine oder Verbände sein.
Für das Studium an der DHSN werden keine Studiengebühren erhoben. Es ist nach § 2 Art. 5 Punkt 2 BAföG förderungsfähig. Eine entsprechende Klarstellung zur Ausbildungsstätte bei Dualen Studiengängen wurde veröffentlicht.
Die Hochschule hat weder Promotions- noch Habilitationsrecht.

### Zulassungsvoraussetzungen
Voraussetzung für ein duales Studium an der DHSN ist ein Studienvertrag mit einem anerkannten dualen Praxispartner der DHSN. Für den Hochschulzugang ist zudem die allgemeine Hochschulreife oder die fachgebundene Hochschulreife für den entsprechenden Studiengang nötig. Weitere Hochschulzugangsmöglichkeiten sind eine fachbezogene Aufstiegsfortbildung als Meister oder Fachwirt.
Speziell für die DHSN wurde der Hochschulzugang für Bewerberinnen und Bewerber mit einer mindestens dreijährigen staatlich geregelten Berufsausbildung ohne weitere berufliche Erfahrung geöffnet. Damit ist ein Studium ohne Abitur fachgebunden möglich, d. h. in einem der beruflichen Ausbildung entsprechenden Studiengang.

### Akkreditierung
Die Studienprogramme der DHSN sind nach europäischen und internationalen akademischen Qualitätsstandards fachkundig geprüft und zertifiziert. Für Studiengänge der Wirtschaftswissenschaft besteht eine Akkreditierung durch die Foundation for International Business Administration Accreditation. Für Studiengänge der Ingenieurwissenschaften besteht eine Akkreditierung durch die Akkreditierungsagentur für Studiengänge der Ingenieurwissenschaften, der Informatik, der Naturwissenschaften und der Mathematik e. V. und für Studiengänge im Bereich Sozial- und Gesundheitswissenschaften besteht eine Akkreditierung durch die Akkreditierungsagentur für Studiengänge im Bereich Gesundheit und Soziales.

### Nachgraduierung
Die an der Berufsakademie Sachsen erworbenen Abschlüsse behalten ihre Gültigkeit. Auf Antrag einer Absolventin oder eines Absolventen der Berufsakademie Sachsen kann die Duale Hochschule Sachsen nach § 13 Abs. 1 sächsisches Duale-Hochschule-Gesetz einen vom Freistaat Sachsen verliehenen staatlichen Bachelor-Abschluss in einen entsprechenden akademischen Bachelor-Grad der Dualen Hochschule Sachsen umwandeln. Äquivalentes gilt nach Abs. 2 i. V. m. § 40 Abs. 1 Satz 3 SächsHSG für staatliche Diploma, jedoch mit dem Zusatz „Duale Hochschule“ oder „DH“ mit Angabe der Fachrichtung.

## Standorte
- Rektorat in Glauchau mit Büros des Rektors und des Kanzlers sowie deren Referenten
- Staatliche Studienakademie Bautzen mit Studiengängen aus den Bereichen Technik und Wirtschaft
- Staatliche Studienakademie Breitenbrunn mit Studiengängen aus den Bereichen Sozial- und Gesundheitswesen sowie Wirtschaft
- Staatliche Studienakademie Dresden mit Studiengängen aus den Bereichen Technik und Wirtschaft
- Staatliche Studienakademie Glauchau mit Studiengängen aus den Bereichen Technik und Wirtschaft
- Staatliche Studienakademie Leipzig mit Studiengängen aus den Bereichen Technik und Wirtschaft
- Staatliche Studienakademie Plauen mit Studiengängen aus den Bereichen Sozial- und Gesundheitswesen, Technik und Wirtschaft
- Staatliche Studienakademie Riesa mit Studiengängen aus den Bereichen Technik und Wirtschaft

Jede Staatliche Studienakademie der Dualen Hochschule Sachsen hat ein eigenes Direktorium und ein eigenes Studiengangangebot. Die Angebote teilen sich hierarchisch ein in Studienbereiche, Studiengänge und Studienrichtungen. Trotz der großen Schnittmenge in den Studienbereichen hat jede Staatliche Studienakademie ihr eigenes Profil und eigene, grundständige Bachelor-Studiengänge. An der Staatlichen Studienakademie Glauchau gibt es darüber hinaus Studiengänge mit dem Abschluss Diplom-Ingenieur (DH).

## Organisation
Die DHSN verfügt ähnlich wie an anderen Hochschulen über die folgenden zentralen Gremien: Senat, erweiterter Senat und Hochschulrat. Auf dezentraler Ebene gibt es als mehrere Studienakademien umfassende Gremien Fachbereichskommissionen für die Studienbereiche der DHSN (siehe Bereichsangaben bei den Standorten der DHSN). An jeder Studienakademie gibt es als lokale Gremien einen Studienakademierat (welcher dem Fakultätsrat an anderen Hochschulen entspricht) und einen erweiterten Studienakademierat. Die Studierendenschaft ist nach § 26 Art. 2 Satz 2 SächsHSG in einem zentralen Studentenrat sowie in sieben örtliche Studentenräte organisiert, wobei die örtlichen Studentenräte ausschließlich aus studentischen Mitgliedern der jeweiligen Studienakademie bestehen.
Der Senat hat 21 Mitglieder, bestehend aus Vertretern der Hochschullehre, der dualen Praxispartner je Fachbereich, der Mitarbeitenden aus Wissenschaft, Verwaltung und Technik sowie der Studierenden. Diese 21 Mitglieder bilden mit 21 weiteren Mitgliedern aus denselben Statusgruppen den erweiterten Senat.
Der Hochschulrat hat 11 Mitglieder aus den zuvor genannten Statusgruppen. Die Mitglieder dürfen nicht dem erweiterten Senat angehören und werden durch das Sächsische Staatsministerium für Wissenschaft, Kultur und Tourismus berufen.
Auf zentraler Ebene bildet das Rektorat mit Rektor/-in, Prorektor/-in und Kanzler/-in die Leitung der Hochschule. Die entsprechenden Wahlen werden auf der Ebene des Senats und des erweiterten Senats vollzogen. Auf dezentraler Ebene werden die sieben Studienakademien als Grundeinheit der DHSN durch die jeweilige Direktion geleitet. Sie umfasst Direktor/-in und Prodirektor/-innen, analog zu Dekan/-innen und Prodekan/-innen an Fakultäten. Die entsprechenden Wahlen werden entsprechend auf der Ebene der Studienakademieräte und erweiterten Studienakademieräte vollzogen.

## Unterschiede zur Berufsakademie
Die Abschlüsse der DHSN werden als akademischer Grad verliehen.
Der Hochschulzugang an der DHSN ist mit einer mindestens dreijährigen Berufsausbildung ohne Zugangsprüfung in einem einschlägigen Studiengang möglich.
Als Hochschule erhält die DHSN einen kooperativen Forschungsauftrag für einen umfassenden Technologie- und Wissenstransfer in die Wirtschaft.
Die Besoldung der Professorinnen und Professoren wird schrittweise auf die Besoldungsgruppe W2 umgestellt. Es besteht die Möglichkeit zur Verbeamtung.